# みごろ!たべごろ!ナントカカントカ
『みごろ!たべごろ!ナントカカントカ』は、2003年4月13日から同年9月28日までテレビ朝日で放送されていたバラエティ番組である。ここでは後継番組『みごろ!たべごろ!デンセンマン』についても便宜上、本項で詳述する。共同制作はTHE WORKS。

## 番組概要
みごろ!たべごろ!ナントカカントカ
かつてテレビ朝日(放送開始当初はNETテレビ）で放送された1970年代後期を代表するお笑い番組『みごろ!たべごろ!笑いごろ!』を下敷きしたものであって、番組のシーンごとに不定期で『みごろ!たべごろ!笑いごろ』の放送当時のVTRを流し、その間に番組オリジナルのコーナーを制作したものであった。放送時間は日曜早朝4:30 - 5:00で、この時間帯にしては異例の2%前後という高い視聴率を取っていた。
みごろ!たべごろ!デンセンマン
2003年10月5日からリニューアルとして『みごろ!たべごろ!デンセンマン』と改題し、出演者と内容を一新した。小倉優子をはじめグラビアアイドルが多数出演し、以前とは若干異なる内容となった。同年10月下旬には番組公式サイトに「番組を応援してくれる方を募集!!ビデ○リサーチの視聴率を取る機械を持っている人！大歓迎」と書いた。これは直前に発生した日本テレビの視聴率操作事件をパロディにしたものであったが、テレビ朝日より「不適切である」としてページ削除を命じられ、のちに番組も打ち切りとなった。同年11月2日放送分の最後には「この番組は都合により本日で終了します」とテロップが流れ、これが事実上の最終回となった。5回の短命に終わり、その後は当面の間、通販番組に差し替えられた。

## 出演者
※太字は『みごろ!たべごろ!笑いごろ!』のVTRでの出演者。
- 小松政夫　本編でも出演。
- 金剛地武志
- ふせえり
- タイムマシーン3号
- サエコ
- 安部譲二
- 伊東四朗
- キャンディーズ

ほか

## コーナー
※太字は『みごろ!たべごろ!笑いごろ!』のVTRを流用。
みごろ!たべごろ!ナントカカントカ
- デンセンマン体操
- インドの九九
- おひげ発見
- どっちがつよい?
- おとなはどーして?
- たらちね（「未亡人応援歌〜春よふたたび〜」）
- スナック野バラ
- 怪鳥!しらけ鳥

ほか
みごろ!たべごろ!デンセンマン
- 大作戦!
- 世界はじめてさん （キングオブコメディ）
- なぞなぞクン （金剛地武志）
- 行け!デンセンマン
- デンセン音頭 （折原みか、浜田翔子などグラビアアイドルが週替わりで出演）
- しらけ鳥劇場
- SHOW TIME （金剛地武志）
- サイコ・ル・シェイムの575 （Psycho le Cemu）
- だじゃれ交響曲
- 小倉学園 優子先生（小倉優子、桜木睦子、北見綾野ほか）

## 備考
- この番組のスタッフの大半は、以前に金剛地武志がアンカーマンを務めた『テレバイダー』（TOKYO MX）を制作していた。なお、前身・後身の両方を通じて全ての回に出演したのは金剛地のみ。このテレビ朝日日曜早朝枠は2005年9月まで、ザ・ワークス制作で金剛地を基盤とした番組『鈴木タイムラー』を放送した。後にこの制作枠はtvkに移動した。
- 静岡県では、静岡朝日テレビではなく日本テレビ系の静岡第一テレビで放送されていた。

## 主題歌
エンディングテーマ（みごろ!たべごろ!デンセンマン）
- Psycho le Cemu 『With…』

## スタッフ
- 構成：天明晃太郎、大桶真
- スタッフ：前原篤、井上裕次　等
- 制作協力：ザ・ワークス